# Unser Herz

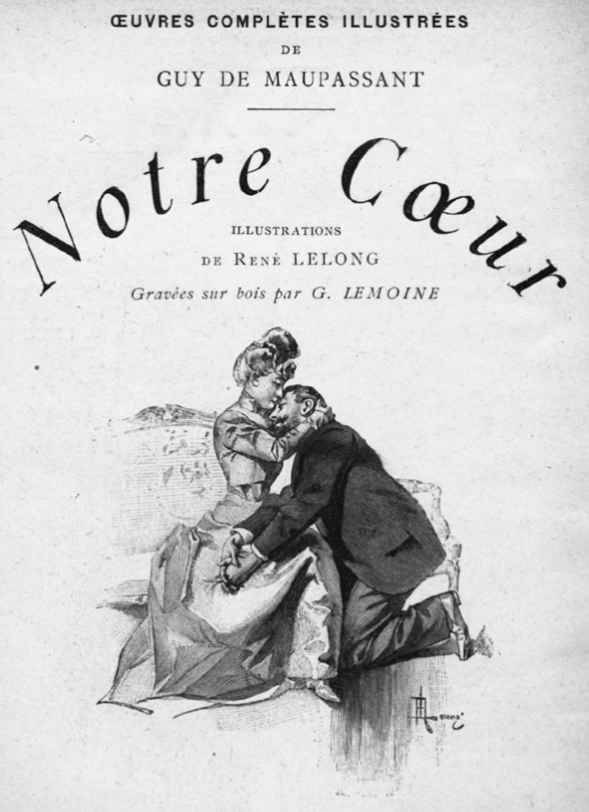
Notre Cœur. Illustrierte Französische Ausgabe von 1902

Unser Herz (Notre Cœur) ist der sechste und letzte Roman von Guy de Maupassant. Er wurde im Mai 1889 begonnen. Das Werk erschien im Mai und Juni 1890 zuerst im Magazin Revue des Deux Mondes und im Juni 1890 als Buch im Verlag Paul Ollendorff. Im Erscheinungsjahr wurden 66 Auflagen gedruckt.

## Inhalt
André Mariolle wird von einem Freund bei Michèle de Burne eingeführt. Sie ist eine junge Witwe. Von ihrem Mann rücksichtslos behandelt, war sein früher Tod eine Erlösung für die erst 28-Jährige. Die elegante, schöne Frau nutzt ihre neu gewonnene Freiheit und gibt Empfänge in ihrer luxuriösen Pariser Wohnung, wird eine Frau von Welt, süchtig nach Anerkennung. Bekannte Namen sind dabei, vornehmlich Männer, Musiker, Schriftsteller, bald auch Diplomaten. Fast alle waren sie dem einzigartigen Charme der de Burne schon erlegen, waren schon in sie verliebt, haben schmerzvolle Leiden durchgemacht. Denn mit keinem ging sie eine enge Bindung ein. Sie kann sich das nicht mehr vorstellen „Von einem Freunde, einem einfachen Freunde will ich keine Liebestyrannei dulden, sie ist das Unglück herzlicher Beziehungen.“ Bei seinem ersten Empfang unterhält sich André blendend mit ihr und weckt – in der Runde neu – ihr Interesse. Obwohl er sich anfangs zu widersetzen versucht, kann sie es arrangieren, ihn öfter zu sehen, auch tagsüber. Was er vermeiden wollte, trifft schnell ein: Er hat „mit dem Scharfblick mißtrauischen Trotzes sich an sie verloren.“ Nachts schreibt er ihr leidenschaftlicher Briefe, ohne dass darüber gesprochen wird. Das amüsiert sie.

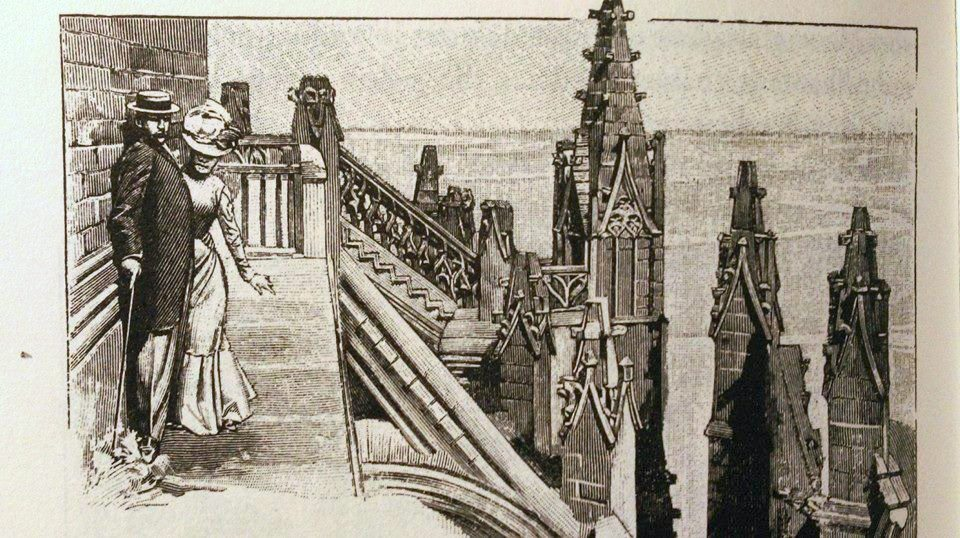
Notre Cœur. Auf der Spitze des Turms von Le Mont-Saint-Michel. Grafik von René Lelong (1871–1933)

Ein romantischer, von Michèle geschickt eingefädelter Sommerausflug nach Le Mont-Saint-Michel bringt die beiden näher. Auf der in mühsamem Fußweg erklommenen Bergspitze der alten Abtei fasst André allen Mut, umschlingt sie mit einem Arm und führt sie einen Granitpfad mit jäh abfallenden Wänden entlang. André ist betrunken vor Liebe, auch in ihrem Schwindel geht ihr das Erlebnis nah. „Er hätte schreien mögen, seine Nerven waren von unbändiger und vergeblicher Erwartung so gespannt, daß er sich fragte, was er tun solle, denn er konnte die Einsamkeit dieses Abends unerfüllte Glücks nicht mehr ertragen.“ Spät abends betritt sie im Gasthof auf der Insel sein Zimmer. Sie bläst die Kerzen aus. André wird diesen Tag nie mehr vergessen.
Zurück in Paris mietet André für gemeinsame, heimliche Treffen einen schönen Pavillon in einem Garten in Auteuil. Er richtet das Ambiente mit viel Geschmack, mit Blumen und Vorfreude liebevoll für sie beide ein und ist immer schon vor dem verabredeten Zeitpunkt da. Von Tag zu Tag wird seine Leidenschaft für Michèle verzehrender, kann er die Stunden nicht erwarten, sie endlich wieder zu sehen, mit ihr intim zu sein, ihr täglich neu zu gestehen, wie unendlich stark er sie liebt und dass er ihr vollends verfallen ist. Doch hört er solche Worte nicht von ihr. „Sie spürte nicht die Flamme in sich, von der so viel gesprochen wird.“ Er fühlt das, erkennt, dass er nicht in gleichem Maß geliebt wird. Er offenbart es ihr immer wieder, doch sie beteuert, ihm alles zu geben, alles was sie geben kann. „Auch ich habe Sie recht lieb.“ Er leidet unerträglich, ist todunglücklich. Sein Schmerz wird immer stärker. Nach einigen Wochen erscheint sie nicht mehr regelmäßig, schickt Depeschen, sagt auch mal kurzerhand ab. Aber sie will keinen Bruch. Die Beziehung ist ihr durchaus angenehm. Sie „konnte ihn, vielmehr die Sklaverei, zu der sie ihn erniedrigte, nicht mehr entbehren.“ Die Empfänge bei ihr zuhause, auf denen sie ständig neu die Bewunderung erfährt, die sie braucht, sind für ihn eine Qual. Sie nimmt ihn unter all den Gästen nicht so wahr, wie er es will, zumal die Beziehung geheim bleiben muss. André denkt an nichts Anderes als an sie, die Gedanken an sie zermartern sein Hirn, die lästigen Fragen, warum sie ihn nicht liebt und warum sie mit all den Männern auf den Empfängen so beschwingt umgehen kann. Jetzt wird er eifersüchtig auf den österreichischen Botschafter, der in aller Munde ist, eine neue Folter. Wird sie ihn als nächsten haben? Tatsächlich beginnt Michèle eine innige Freundschaft mit der Frau des Botschafters. André erkennt, dass „das ganze Leben aus ‚Beinahe‘ besteht“, dass er sie nicht ganz besitzen kann. „Nichts ist wirklich außer der Illusion.“
Endlich, im beginnenden Frühling, beendet André die Beziehung mit einem Brief und verabschiedet sich von ihr mit unbekannter Adresse. Im Wald von Fontainebleau will er Abstand gewinnen, will wieder gesund werden. Er macht lange Spaziergänge. Tagsüber scheint ihm die Natur ein klein wenig Frieden zu schenken, doch die Nächte sind um erdrückender. Er kann Michèle nicht vergessen, weiß nicht, was er tun soll. Da lernt er Elisabeth kennen, sie ist Bedienung in einem Landgasthof, ein einfaches, hübsches, erotisches Mädchen. Als sie von zwei anderen angereisten Gästen belästigt wird und sich ihm weinend eröffnet, hilft er ihr. Er nimmt sie mit zu sich, macht sie für einen guten Lohn zu seiner Bonne in seiner Landwohnung. Sie spürt, dass er leidet, weiß aber nicht, warum, ist gut zu ihm und liest ihm, als er das Bett hütet, Romane vor. Das lenkt ihn ab. Die beiden werden intim. Jetzt ist es Elisabeth, die liebt. Er kann nicht, ist er doch noch immer Michèle hörig. So telegrafiert er Michèle, will wissen, was sie von ihm denkt. Da steht sie zwei Tage später völlig unverhofft vor seiner Tür auf dem Land. Sie sprechen über sich. In dieser Einsiedelei müsse man ruhig und ganz zufrieden sein, sinniert sie. „Nein, Madame!“ Michèle analysiert erneut präzise, dass sie ihm nicht mehr geben kann als sie es schon tat, dass er aber, wenn seine Krise überwunden sei, doch ein „durchaus angenehmer Liebhaber“ sein könne. André willigt ein, weiß nicht, was er anderes tun soll. Man verabredet sich für den nächsten Tag zum Dinieren bei ihr in Paris.
Elisabeth war verschwunden beim Besuch Michèle’s. Sie ahnt die Zusammenhänge. André sucht sie und findet sie am Abend voll Traurigkeit in einer abgelegenen Kirche. „Ich habe schon verstanden. Sie sind hier, weil sie Ihnen weh getan hatte.“ Da nimmt er sie in seine Arme, beteuert ihr ernsthaft, dass sie sich täusche und verspricht ihr, sie mit nach Paris zu nehmen und für sie zu sorgen. Sie zweifelt. „Ich werde dich liebhaben wie hier“, versichert er ihr kühn.

## Personen
- André Mariolle: Reicher Bürger von Paris. Romantiker. Verliebt sich in Michèle de Burne.
- Michèle de Burne: Verwitwete, begehrte junge Madame der Pariser Gesellschaft. Maitresse von Mariolle.
- Herr de Pradon: Vater von Michèle de Burne. Darauf bedacht, dass sie sich nicht kompromittiert.
- Massival: Bekannter Komponist, Freund von Mariolle. Gehört zur Gesellschaft von Michèle de Burne.
- Gaston de Lamarthe: Bekannter Romancier. Gehört zur Gesellschaft von Michèle de Burne. Er analysiert die „modernen Frauen“ abwertend.
- Graf Rudolf von Bernhaus: Österreichischer Botschafter. Der Diplomat gewinnt in der Pariser Szene durch eine Duell hohes Ansehen, auch im Kreis der Madame de Burne.
- Fürstin Malten: Gattin des Grafen Bernhaus, beste Freundin von Michèle de Burne.
- Frau de Frémine: Sängerin in der Gesellschaft von Michèle de Burne.
- Prédolé: Ältlicher, korpulenter Bildhauer; der einzige Mann, der Michèle de Burne nicht verfällt.
- Elisabeth Ledru: Erotisches, junges Mädchen. Verliebt sich in André Mariolle.

## Form
Der Roman ist dreigeteilt. Der erste Teil behandelt die künstlerische aber auch luxuriöse, überdrehte Atmosphäre (dreiteiliger Spiegel, in dem sie sich gleichzeitig von allen Seiten betrachten kann) im Salon der Madame de Brune und die unerwartete Verliebtheit André Mariolles. Der zweite Teil spiegelt das Glück und Enttäuschung André Mariolles mit dem Höhepunkt des Glücks auf dem Gipfel des Mont St. Michel; dann die bittere Realität im Gartenhäuschen in Auteil. Der dritte Teil umfasst die Flucht in den Wald von Fontainebleau, die Einsamkeit Mariolles und die reine Liebesidylle von Elisabeth. Die monologischen und dialogischen Elemente des Romans entsprechen dem Prozess der Gedanken und Empfindungen.

## Weltbild
Analytischer Roman über die Verfassung des Herzens und über die Aporien der bürgerlichen Herzens- und Gefühlswelt in der etablierten Pariser Gesellschaft der Dritten Republik.

## Rezeption
Ein frühes Urteil über den Roman lautete: „Die höchste Manifestation des Erzählers, wahrscheinlich seine feinste psychologische Studie, mit seltsamen Zartheiten der Analyse im Detail, mit einer Wortkunst, die bis in die letzten Verästelungen des Denkens vordringt“. Erstmals stellt Maupassant in André Mariolle einen Romantiker vor, der an der Wirklichkeit leidet. Der Held will die Liebe in einer Vollendung erreichen, die unmöglich ist. Das offenbart seine Schwäche. Er scheitert. Der Roman als Mittel entdeckt, das es dem Dichter erlaubte, sich auf indirektem Weg über seine eigene Seelenlandschaft zu äußern. André gelingt es nicht, sich die Liebe Michèles zu erschließen, auch nicht, sie für sein Leid zu öffnen. Elisabeth gelingt es als Pendant nicht, mit ihren wahren, reinen Gefühlen seine Hülle zu durchbrechen. Der Mensch bleibt somit – das die Botschaft des Autors – mit seinem Schmerz und Glück am Ende allein.

## Deutsche Ausgaben
- Guy de Maupassant: Unser Herz. Übersetzt v. Georg Frhr. von Ompteda. Berlin 1910. (Deutsche Erstausgabe)
- Guy de Maupassant: Unser einsames Herz. Herausgeg. und mit einem Nachwort von Dolf Oehler. Mit zeitgenössischen Illustrationen. Insel Taschenbuch 1979, ISBN 3-458-32057-1. (Nachwort: „Liebes-Ökonomie: Überlegungen zu Maupassants letztem Roman“, S. 235–248.)